# Гвідо Кортеджано
Гві́до Себастьян Кортеджа́но (ісп. Guido Sebastian Corteggiano; нар. 23 червня 1987, Буенос-Айрес, Аргентина) — аргентинський футболіст, який виступає за італійський клуб «Лекко» на позиції лівого захисника.

## Кар'єра
Протягом своєї професійної кар'єри Гвідо Кортеджано головним чином виступав у італійські «Серії D», де зіграв 211 матч та забив 12 голів. Також він провів один сезон у лізі «Еччеленца», шостій у футбольній системі ліг Італіїї, де зіграв 30 матчів і забив 5 голів.
Гвідо Кортеджано має окрім аргентинського й італійське громадянство.
12 липня 2017 року Гвідо Кортеджано підписав річний контракт з ФК «Карпати» (Львів). 
Останнім клубом аргентинця, до переходу в Карпати, був ФК «Трієстіна» з італійської «Серії D».
Гвідо Кортеджано дебютував у Прем'єр-лізі України 16 липня 2017 року, в матчі проти «ФК Зірка» (Кропивницький).